# Filippo Bandinelli
Filippo Bandinelli (Florencia, Italia, 29 de marzo de 1995) es un futbolista italiano. Juega de centrocampista y su equipo es el Spezia Calcio de la Serie B.

## Trayectoria
Formado en las inferiores de la Fiorentina, Bandinelli fue promovido al primer equipo en la temporada 2015-16 y enviado a préstamo al Latina de la Serie B. Debutó profesionalmente el 27 de octubre de 2015 ante la Ternana.
El 13 de julio de 2019 fichó por el Empoli. Fue nombrado capitán del equipo para la temporada 2022-23.

## Clubes
| Club                            | País   | Año       |
| ------------------------------- | ------ | --------- |
| ACF Fiorentina                  | Italia | 2015-2016 |
| Latina Calcio (préstamo)        | Italia | 2015-2016 |
| Latina Calcio                   | Italia | 2016-2017 |
| U. S. Sassuolo Calcio           | Italia | 2017-2019 |
| A. C. Perugia Calcio (préstamo) | Italia | 2017-2018 |
| Benevento Calcio (préstamo)     | Italia | 2018-2019 |
| Empoli F. C.                    | Italia | 2019-2023 |
| Spezia Calcio                   | Italia | 2023-act. |

## Palmarés

### Títulos nacionales
| Título  | Club         | País   | Año     |
| ------- | ------------ | ------ | ------- |
| Serie B | Empoli F. C. | Italia | 2020-21 |